# Küküllőszéplak
Küküllőszéplak (románul: Suplac, németül: Schöndorf) falu Maros megyében, Erdélyben, a Kis-Küküllő partján, Küküllőszéplak község központja. Közigazgatásilag hozzá tartozik Héderfája, Oláhszentlászló, Kisszentlászló és Vajdakuta.

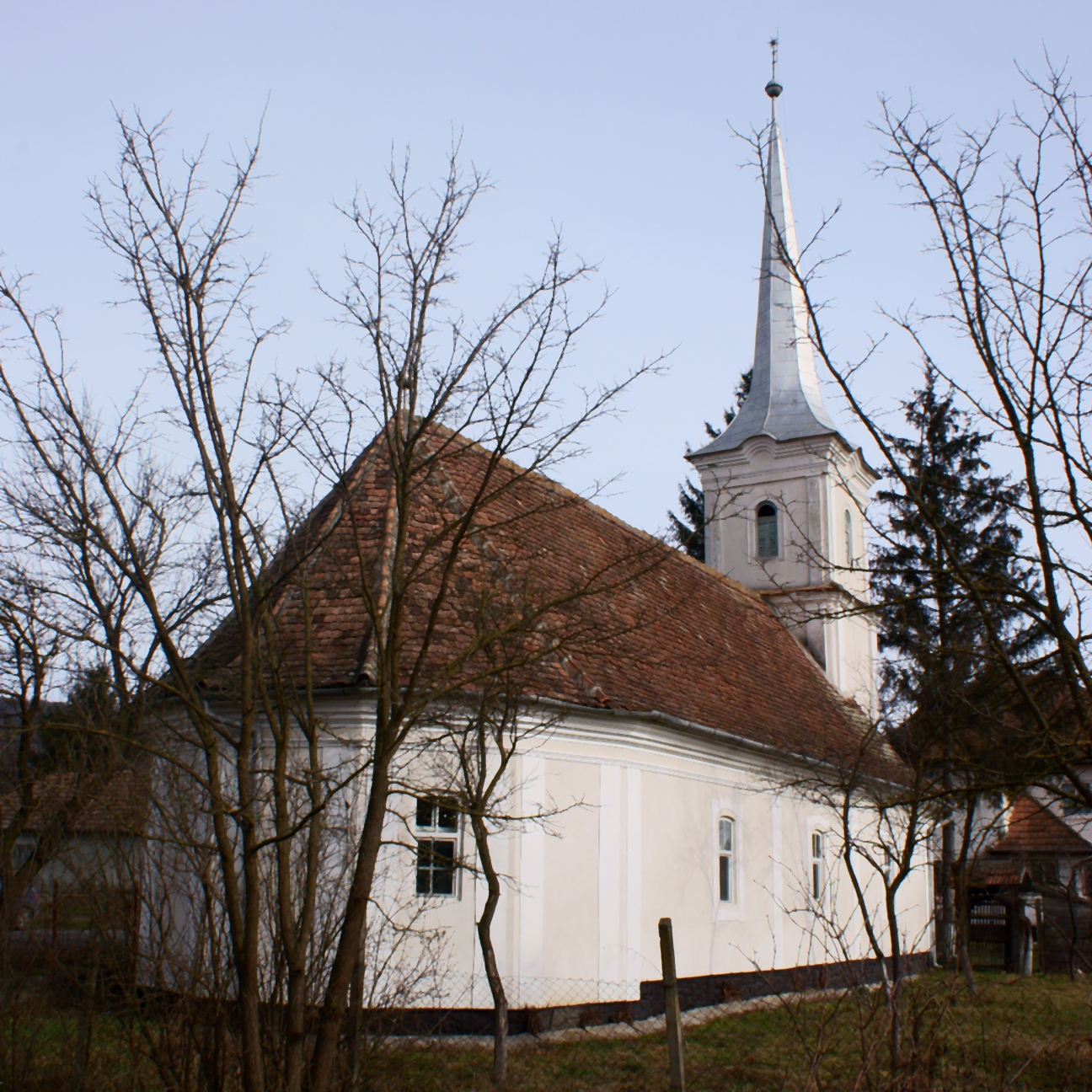
Református templom

## Fekvése
A község a Kis-Küküllő partján, Dicsőszentmárton - Balavásár megyei út mellett, Dicsőszentmártontól megközelítőleg 20 km-re és Balavásártól pedig 16 km-re fekszik.

## Története
Az első írásos emlék a településről 1325-ből való.

## Lakossága
1992-ben 2548 hivatalosan bejegyzett lakosa volt. 2002-ben 2369 lakosa volt, amelyből 1092 magyarnak, 904 románnak, 358 romának és 15 németnek vallotta magát.